# Du (通信会社)
du (デュ、アラビア語: دو) は、アラブ首長国連邦の通信会社Emirates Integrated Telecommunications Company P.J.S.C.（アラビア語: شركة الإمارات للاتصالات المتكاملة　　首長国統合通信) の商用ブランド名である。
同社は2005年に設立された。同国にもう一つの携帯通信会社であるエティサラートはアブダビに本社があるが、duはドバイに存在する。

## 歴史
同社が2005年に設立されてから2023年までに, 800万もの携帯回線契約と, 55万ものブロードバンド回線契約を手に入れた。

## 使用周波数帯
| 周波数   | 規格                | バンド | 世代 | 帯域幅  |
| -------- | ------------------- | ------ | ---- | ------- |
| 900 MHz  | GSM/GPRS/EDGE       |        | 2G   | 9.4 MHz |
| 2100 MHz | UMTS/HSPA+/DC-HSPA+ | 1      | 3G   | 10 MHz  |
| 1800 MHz | LTE/LTE-Advanced    | 3      | 4G   | 20 MHz  |
| 800 MHz  | LTE/LTE-Advanced    | 20     | 4G   | 15 MHz  |